# D-ornitinska 4,5-aminomutaza
-ornitinska 4,5-aminomutaza (EC 5.4.3.5, D-alfa-ornitinska 5,4-aminomutaza, D-ornitinska aminomutaza) je enzim sa sistematskim imenom D-ornitin 4,5-aminomutaza. Ovaj enzim katalizuje sledeću hemijsku reakciju
-ornitin {\displaystyle \rightleftharpoons } (2R,4S)-2,4-diaminopentanoat
Za dejstvo ovog piridoksal-fosfatnog proteina je neophodan kobamidni koenzim.

## Literatura
- Nicholas C. Price; Lewis Stevens (1999). Fundamentals of Enzymology: The Cell and Molecular Biology of Catalytic Proteins (Third изд.). USA: Oxford University Press. ISBN 019850229X.
- Eric J. Toone (2006). Advances in Enzymology and Related Areas of Molecular Biology, Protein Evolution (Volume 75 изд.). Wiley-Interscience. ISBN 0471205036.
- Branden C; Tooze J. Introduction to Protein Structure. New York, NY: Garland Publishing. ISBN 0-8153-2305-0.
- Irwin H. Segel. Enzyme Kinetics: Behavior and Analysis of Rapid Equilibrium and Steady-State Enzyme Systems (Book 44 изд.). Wiley Classics Library. ISBN 0471303097.
- William P. Jencks (1987). Catalysis in Chemistry and Enzymology. Dover Publications. ISBN 0486654605.

## Spoljašnje veze
- D-ornithine+4,5-aminomutase на 